# Emma de Blois
Emma de Blois (née vers 948 ou vers 950, morte vers 1003 ou vers 1005) est une dame de la haute aristocratie de la France de l'Ouest de la seconde moitié du Xe siècle, fille du comte de Blois, Thibaud le Tricheur, devenue duchesse d'Aquitaine et comtesse de Poitiers par son mariage en 967 ou 968 avec Guillaume IV d'Aquitaine, dit Fier à Bras. Fondatrice de l'abbaye de Maillezais et de celle de Bourgueil, elle est aussi connue pour la longue querelle qui l'opposa à son époux à la suite de la liaison de celui-ci avec la « vicomtesse de Thouars ».

## Biographie
A l'occasion de son mariage, elle hérite par son père du château de Chinon et le la ville de Bourgueil. Elle a un fils, Guillaume V, surnommé le Grand, qui succède à son père dans les comté de Poitiers et duché d'Aquitaine.
Le conflit qui l'oppose à son mari est connu par plusieurs sources : actes et fouilles archéologiques, mais surtout par une source narrative appelée communément L’histoire du moine Pierre de Maillezais, rédigé un siècle après les faits. Le conflit a laissé des traces très profondes dans les mémoires, la faisant même appeler parfois la comtesse diabolique.